# Morgan Motor Company

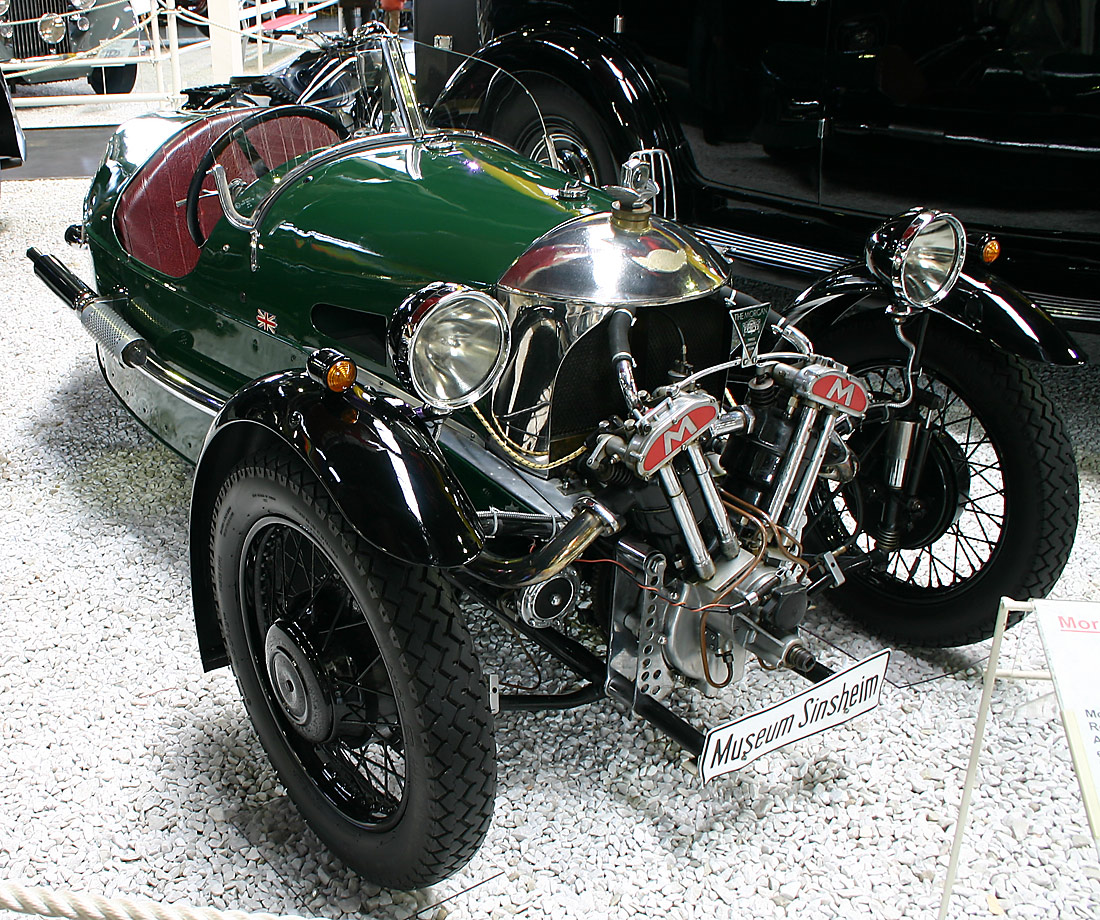
Morgan Super Sports 1935.

Morgan, brittiskt bilmärke som tillverkas av familjeföretaget Morgan Motor Company i Malvern Link, Worcestershire, England. Åren 1910-1952 tillverkades trehjulingar, och sedan 1936 tillverkas fyrhjuliga bilar. År 2011 lanserade man en ny trehjuling.

## Trehjulingarna

Morgan 3 Wheeler 2011.

1910 presenterade Morgan sin första trehjuling, The Runabout.
Tekniskt sett är trehjulingen en motorcykel med koppling och styranordning hämtad från bilens värld. Ramen är en fackverkskonstruktion bestående av rör ihopfogade med lödda gjutjärnsmuffar. Framhjulen har individuell fjädring, något som var mycket ovanligt på den tiden. Bakhjulet är fastsatt i en fjäderupphängd gaffel. 
Den för sin tid moderna chassikonstruktionen gjorde i kombination med den låga vikten trehjulingarna framgångsrika på tävlingsbanorna. 
Exakta tillverkningssiffror saknas, men det uppskattas att drygt 30.000 trehjuliga Morgan byggdes fram till 1952 då produktionen upphörde.

### Nya 3 Wheeler
På den Internationella bilsalongen i Genève i mars 2011 presenterades en helt ny trehjuling kallad Morgan 3 Wheeler. Den har en retrodesign som påminner om de gamla trehjulingarna, men har modern teknik med bland annat motorer från den amerikanska firman S&S och växellådor från Mazda. Tillverkningen startade i juni 2011.

## Fyrhjulingarna

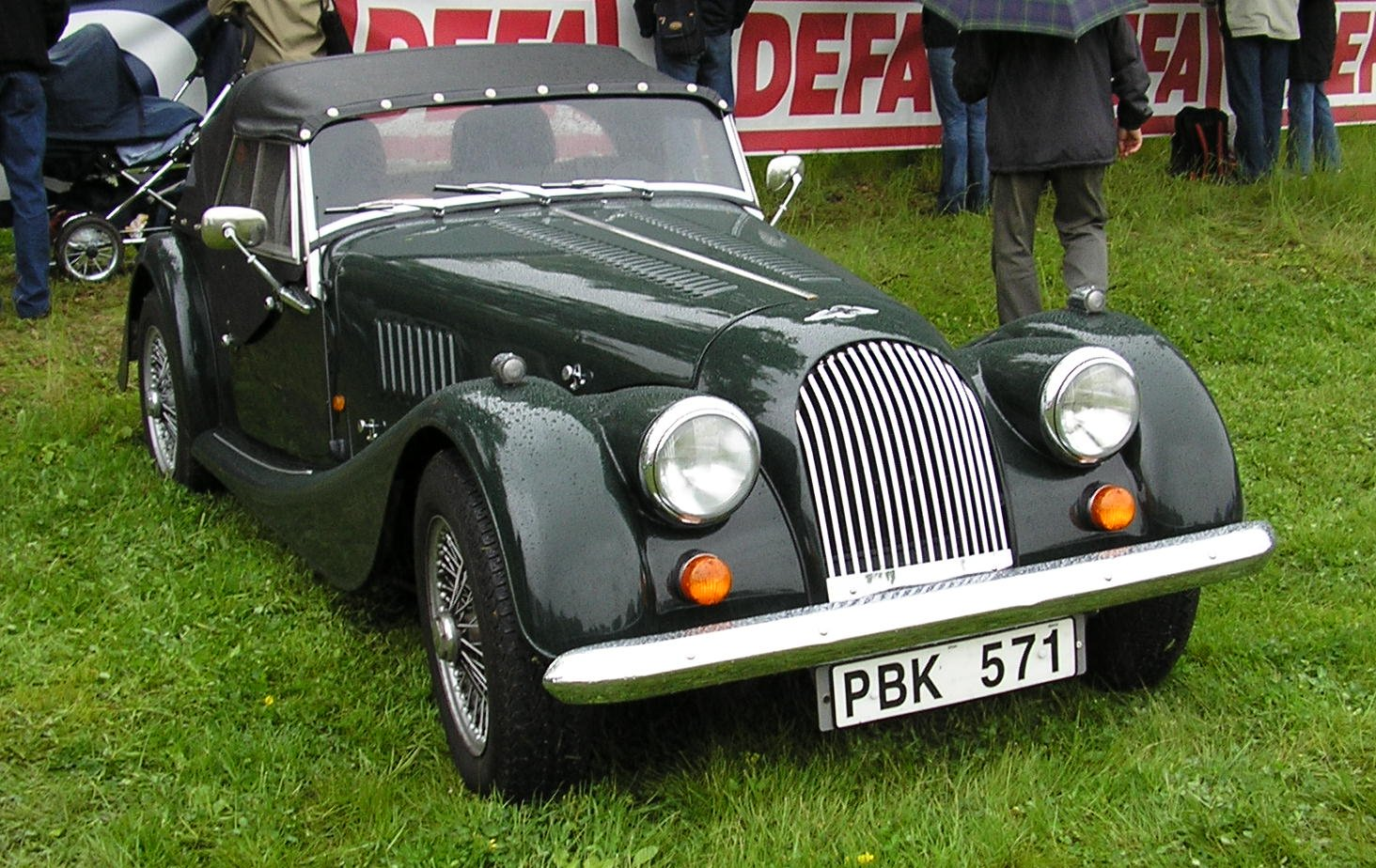
En Morgan 4/4 av 1995 års modell.

År 1936 introducerade man sin första fyrhjuliga bil, Morgan 4/4. Flera av Morgans modeller som tillverkas i dag (4/4, +4 och Roadster) är i rakt nedstigande led besläktade med ursprungsmodellen från 1936. Morgans biltillverkning har alltid präglats av konservatism, gällande design, tekniska förändringar och de hantverksmässiga tillverkningsmetoderna. Till exempel tillverkas karossens stomme fortfarande av askträ. Trots, eller snarare på grund av detta, var det tidigare så många köpare att man fick vänta i flera år på sin bil, men numera har Morgan blivit effektivare och levererar med endast ett par månaders väntetid. 
År 2001 presenterade man en helt ny modell, Aero 8, som var den första helt nya modellen sedan fyrhjulingarna kom 1936. Aero 8 har ett chassi av aluminium och V8-motor från BMW. Delar av karosstommen tillverkas på vanligt vis av askträ.

## Modeller

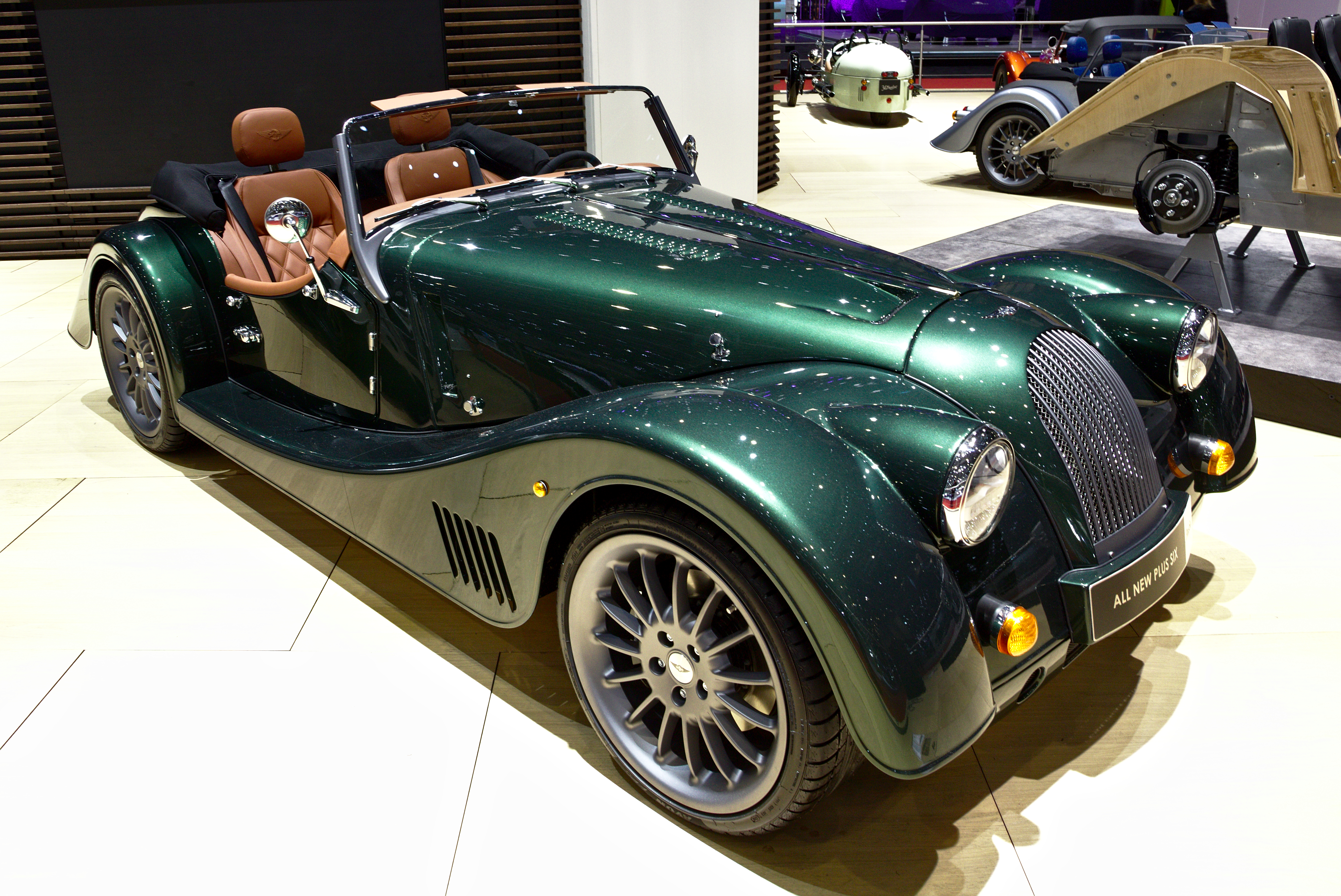
Morgan Plus Six

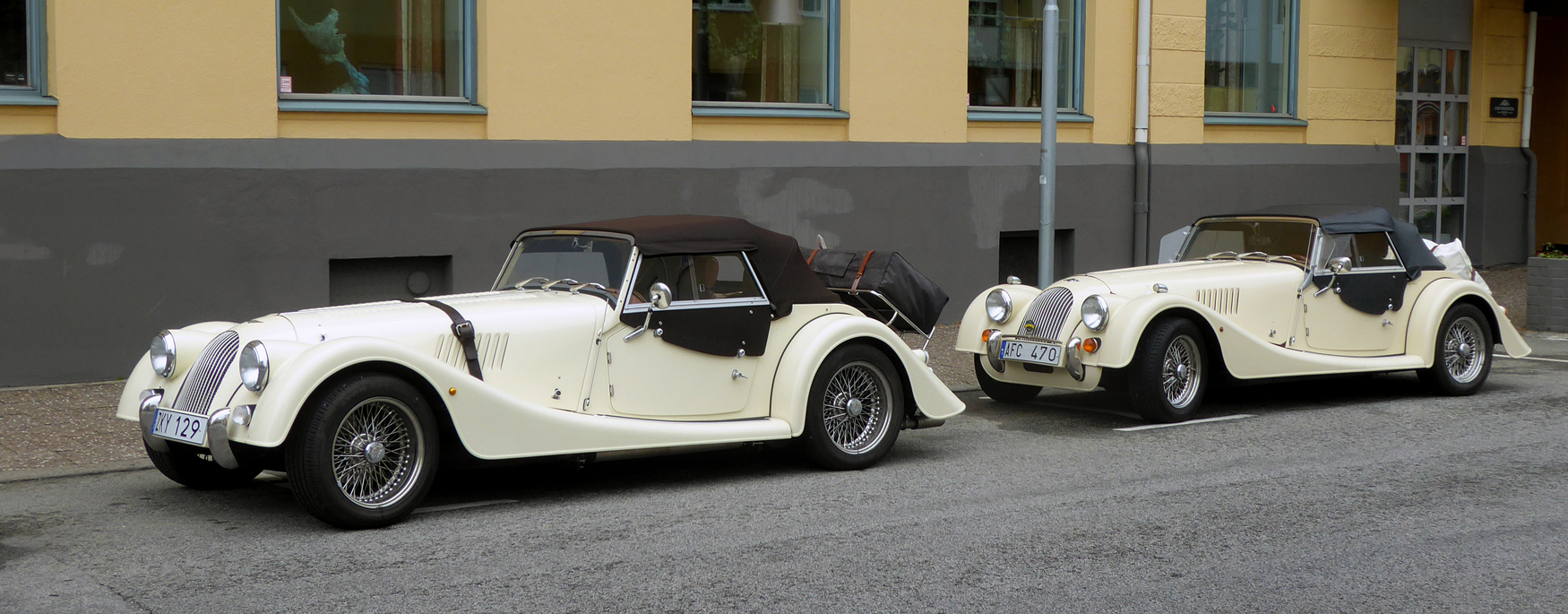
Två Morgan utanför Hotell Continental i Ystad 2019.

- Morgan 4/4
- Morgan +4
- Morgan +4+
- Morgan +8
- Morgan Plus Six
- Morgan Roadster
- Morgan Aero 8
- Morgan Aeromax
- Morgan 3 Wheeler